# Atum
Atum este totul, autocreatorul și sursa tuturor în mitologia egipteană. 
Pre-există din el însuși viața masculină — Ankh și justiția, adevărul feminin — Ma’at. Prin spirit el creează aerul curat, răsuflarea, Shu și pe Tefnut, sora și soția sa, umezeala. Din ei apare pământul Geb și sora și soția lui, Nut, cerul. Geb și Nut sunt despărțiți de Shu. Din pământ și cer se nasc Osiris, Isis, Nephthys și Seth. Atum este zeul creator al Heliopolisului. El poartă coroană dublă, simbolul Egiptului de Sus și Egiptului de Jos, iar imaginea sa este asociată cu leul, taurul, șopârla, șarpele sau scarabeul.